# Daniel Franck (Musiker)
Daniel Franck (* um 1979) ist ein schwedischer Jazzmusiker (Kontrabass).

## Wirken
Franck ist der jüngere Bruder des Saxophonisten Tomas Franck und hat sich 1997 in Kopenhagen niedergelassen.
Franck arbeitete dort mit Caroline Henderson, Carsten Dahl, Fredrik Lundin, Christina von Bülow, Jacob Fischer, Lars Jansson, Joey Calderazzo, Kenny Werner, Kirk Lightsey, Jonathan Blake, Kurt Rosenwinkel, Benny Golson, Stacey Kent, Scott Hamilton, Kurt Elling, Tootie Heath, Eric Alexander, Viktoria Tolstoy und Till Brönner. Im europäischen Quartett von Jens Winther, mit dem er auch aufnahm, tourte er international. Mit seinem eigenen Quartett entstand 2015 sein Debütalbum The Hangout. Gemeinsam mit dem Gitarristen Bjørn Vidar Solli, dem Vibraphonisten Tim Collins und dem Schlagzeuger Hermund Nygård gehörte er zum Quartett Gigglemug, das das Album Weisenheimer veröffentlichte. Derzeit ist er Mitglied im Trio von Jacob Karlzon (We Come in Peace).
Francks Beitrag zum Album The Seasons (2021) von Claus Waidtløw und dem Aarhus Jazz Orchestra wurde von der Kritik hervorgehoben. Weiterhin ist er auf Aufnahmen von Aleksi Heinola, Anders Larson, Bülow/Besiakov Quartet, Cornelia Nilsson (Where Do You Go?), Christina Dahl Heartbeats, Fredrik Kronkvist, Gábor Bolla, Jesper Thilo, Jonas Johansen Move, Nulle & Verdensorkestret, Silhouette und The Pulse zu hören.

## Diskographische Hinweise
- Stubø / Frank / Mjåset Johansen: Wes! (Bolage 2008)
- Daniel Franck Quartet: The Hangout (Stunt Records, 2015, mit Gábor Bolla, Robert Lakatos, Lewis Nash sowie Tomas Franck)